# Gare de Dirinon - Loperhet
Gare de Dirinon - Loperhet vasútállomás Franciaországban, Loperhet településen.

## Vasútvonalak
Az állomást az alábbi vasútvonalak érintik:
- Savenay–Landerneau-vasútvonal

## Kapcsolódó állomások
A vasútállomáshoz az alábbi állomások vannak a legközelebb:
- Gare de Landerneau (Gare de Landerneau, Savenay–Landerneau-vasútvonal)
- Gare de Pont-de-Buis (Gare de Savenay, Savenay–Landerneau-vasútvonal)